# Marcos Conigliaro

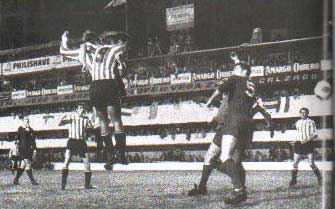
Conigliaro convierte su gol ante el Manchester United.

Marcos Norberto Conigliaro (Quilmes, Buenos Aires, Argentina; 9 de diciembre de 1942) es un exfutbolista argentino que se desempeñaba en la posición de centrodelantero.

### Trayectoria
En Argentina fue futbolista de Quilmes, Independiente, Chacarita Juniors y Estudiantes de La Plata. En el exterior jugó en Gallos del Jalisco, KSV Oudenaarde de Bélgica y F. C. Lugano de Suiza.
Ganó tres Copa Libertadores, una Copa Interamericana y la Copa Intercontinental de 1968 con el equipo "Pincharrata". En el primer partido de la Copa Intercontinental, anotó el gol de la victoria para Estudiantes ante el Manchester United.
También fue jugador de la Selección Argentina de Juan José Pizzuti.
Después de retirarse del fútbol, Conigliaro se convirtió en entrenador. Dirigió a Unión de Santa Fe en la Primera División de Argentina. En 1996, fue entrenador del Atlético San Jorge, el cual militaba en el Torneo Argentino B. En diciembre de 2021 asume como director técnico en el Club Atlético Unión de Sastre, de la provincia de Santa Fe.

## Clubes

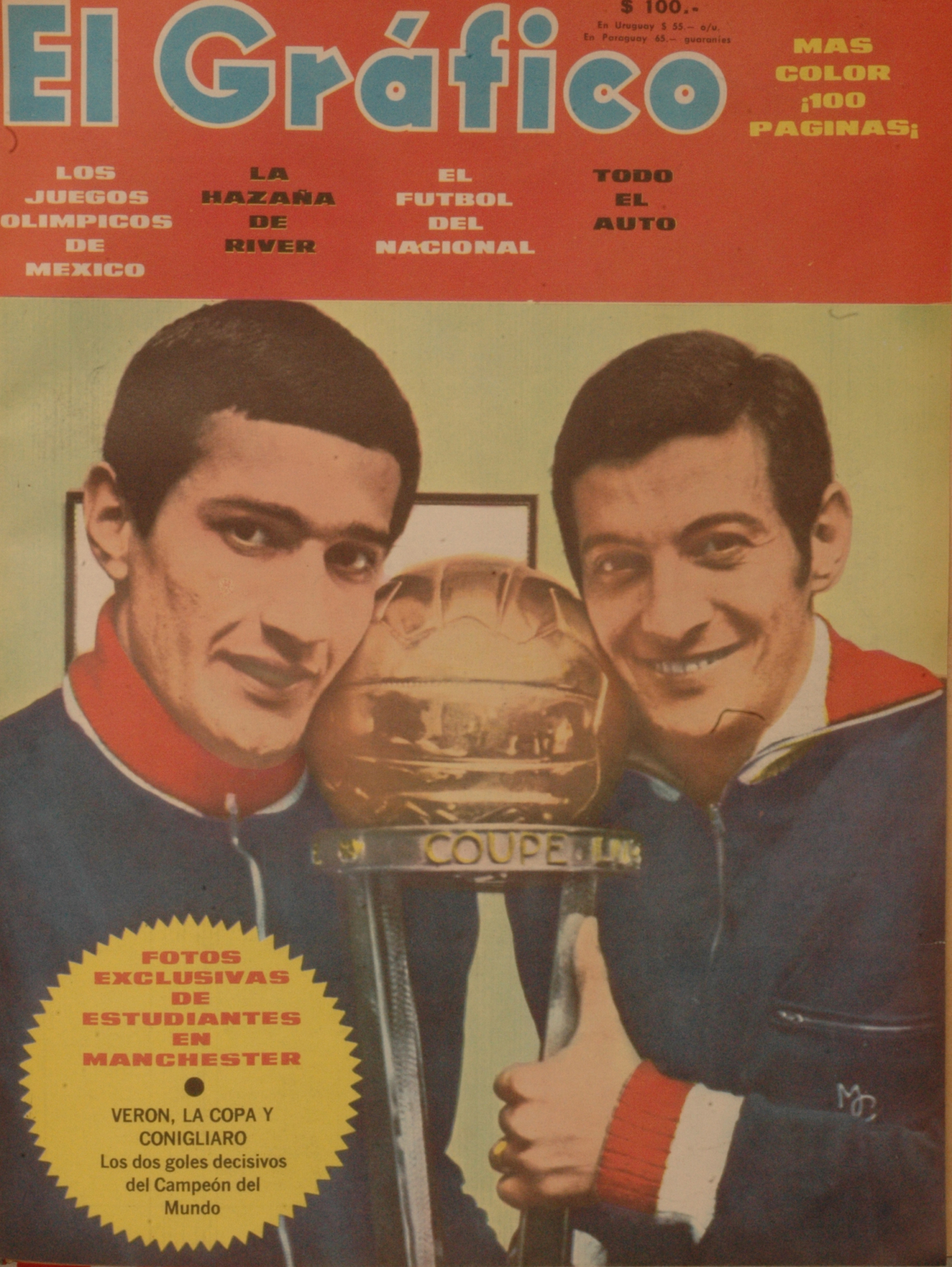
Conigliaro con Verón en 1968.

| Club                    | País      | Año       | PJ  | Goles |
| ----------------------- | --------- | --------- | --- | ----- |
| Quilmes                 | Argentina | 1959-1961 | 9   | 2     |
| Independiente           | Argentina | 1962-1963 | 21  | 4     |
| Chacarita Juniors       | Argentina | 1964      | 29  | 10    |
| Estudiantes de La Plata | Argentina | 1965-1970 | 196 | 46    |
| Gallos del Jalisco      | México    | 1970-1972 | ?   | ?     |
| KSV Oudenaarde          | Bélgica   | 1972-1974 | ?   | ?     |
| Lugano                  | Suiza     | 1974-1975 | ?   | ?     |

## Palmarés

### Campeonatos nacionales
| Título           | Equipo                  | País      | Año  |
| ---------------- | ----------------------- | --------- | ---- |
| Primera División | Independiente           | Argentina | 1963 |
| Primera División | Estudiantes de La Plata | Argentina | 1967 |

### Copas internacionales
| Título                | Equipo                  | Sede       | Año  |
| --------------------- | ----------------------- | ---------- | ---- |
| Copa Libertadores     | Estudiantes de La Plata | Montevideo | 1968 |
| Copa Intercontinental | Estudiantes de La Plata | Manchester | 1968 |
| Copa Interamericana   | Estudiantes de La Plata | Montevideo | 1969 |
| Copa Libertadores     | Estudiantes de La Plata | La Plata   | 1969 |
| Copa Libertadores     | Estudiantes de La Plata | Montevideo | 1970 |

### Distinciones individuales
| Título                             | Año  |
| ---------------------------------- | ---- |
| Goleador de la Copa Interamericana | 1969 |